# Wojnisław Kazimierz Sawicz-Zabłocki
Wojnisław Kazimierz Sawicz-Zabłocki (także Łada-Zabłocki), (biał. Вайніслаў Казімір Канстанцінавіч Савіч-Заблоцкі (Лада-Заблоцкі)) ps. lit.: Gawriła Połocki, Paweł Zawisza, hrabia Sulima z Białej Rusi (ur. 3 [15] marca 1850 (lub 1849) w majątku Panczany w powiecie dziśnieńskim guberni wileńskiej; obecnie rejon miorski w obwodzie witebskim Białorusi; zm. po 3 lutego 1893 w Petersburgu, Rosja) – białoruski i polski prozaik, dramaturg, poeta i publicysta. Jeden ze znaczniejszych autorów, który swoją twórczością wniósł wielki wkład do literatury białoruskiej II połowy XIX w.
Pisał w językach białoruskim, polskim i rosyjskim.

## Zarys biograficzny[3]
Po ukończeniu gimnazjum w Wilnie studiował na uniwersytetach w Pradze, Lipsku i Strasburgu.
W latach 1868–1870 stał na czele Związku Krywickiego w Petersburgu.
Od 1875 roku przebywał za granicą, utrzymując kontakty z polskimi i rosyjskimi demokratami (m.in. z Piotrem Ławrowem i Bolesławem Limanowskim); wydawał gazety w języku polskim i francuskim. W latach 1886–1887 utrzymywał kontakt listowny w języku białoruskim z ukraińskim uczonym i działaczem narodowym Mychajłem Drahomanowem.
Powróciwszy do ojczyzny w roku 1887, został poddany tajnemu nadzorowi policji.
W latach 1888–1889 był pracownikiem oddziału zagranicznego dwujęzycznej, wydawanej w językach polskim i rosyjskim, gazety Kurier Wileński.
W 1891 roku przeniósł się do Petersburga, gdzie zamieszkał na Newskim Prospekcie, w domu pod nr 51, m. 503.

## Ważniejsze prace
- Prawdopodobna historja: poemat; Dwuwiersze i ucinki - poemat satyryczny, 1871
- Каракозаў - powieść
- Mikołaja Kopernika życie obywatelskie w Polsce - dramat biograficzny, 1873
- З чужбіны (Z obczyzny), У роднай зямлі (W kraju ojczystym), Да перапёлкі (Do przepiórki) - wiersze po białorusku, publ. w czasopiśmie Вестник Европы, 1873
- Powieść mych czasów przez Wojnisława Kazimierza hrabiego Sulimę z Białej Rusi: [poemat], 1876
- Полацкая шляхта (Szlachta połocka) - powieść, 1885
- Шчаслівейшая Марыся (Szczęśliwsza Marysia) - esej, 1893
- Listy od Zabłockiego Wojnisława Kazimierza Sawicz - zbiór rękopisów
- Wiersze drobne - zbiór rękopisów

W jego pracach, nawet pisanych po polsku, występuje duża liczba materiałów etnograficznych i folklorystycznych związanych z Białorusią i wtrąceń białoruskojęzycznych.
Prace Wojnisława Sawicza-Zabłockiego przechowywane są w bibliotece Uniwersytetu Jagiellońskiego w Krakowie, Bibliotece Narodowej w Warszawie, Bibliotece Kórnickiej PAN i Bibliotece Litewskiej Akademii Nauk w  Wilnie.